# Geoffrey Parker (Militärhistoriker)
Noel Geoffrey Parker (* 25. Dezember 1943 in Nottingham) ist ein britisch-amerikanischer Militärhistoriker.
Geoffrey Parker studierte Geschichte am Christ’s College Cambridge, wo er 1965 den Bachelor und 1968 den Ph.D. erhielt. Von 1968 bis 1972 war er Fellow des Christ’s College in Cambridge. Ab 1972 war er Lecturer, 1978 bis 1982 war er Reader und ab 1982 Professor für Modern History (Frühe Neuzeit) an der University of St Andrews. 1981 wurde ihm in Cambridge der Doctor of letters für seine Publikationen zur Frühen Neuzeit verliehen. 1984 war er Lee Knowles Lecturer in Militärgeschichte an der University of Cambridge. 1986 wechselte er zur University of Illinois at Urbana-Champaign als Charles E. Nowell Distinguished Professor für Geschichte. 1989 bis 1993 stand er dort der Geschichtsfakultät vor. Von 1993 bis 1996 lehrte er als Robert A. Lovett Professor of Military and Naval History an der Yale University. 1997 ging er an die Ohio State University, wo er Andreas Dorpalen Professor of European History ist. Parker hatte außerdem Gastprofessuren an der Freien Universität Brüssel (1975), an der University of British Columbia (1979/80) und an der Keiō-Universität in Tokio (1983) inne. Parker ist inzwischen US-amerikanischer Staatsbürger.
Seine bedeutendste Arbeit ist Military Revolution. Military Innovation and the Rise of the West, 1500–1800, die 1988 bei der Cambridge University Press erschien. Sein Buch The Army of Flanders von 1972 schlug einen neuen Weg in der Militärgeschichtsschreibung ein, in dem das Schwergewicht auf Logistik und militärische Planung gelegt wurde. Neben Militärgeschichte der frühen Neuzeit befasste er sich auch mit spanischer Geschichte und niederländischer Geschichte der frühen Neuzeit. Er schrieb eine Biographie von Philipp II. und ein Buch über den Einfluss des Klimas auf die Geschichte.
Für seine Forschungen wurden Parker zahlreiche wissenschaftliche Ehrungen und Mitgliedschaften zugesprochen. Er ist Fellow der British Academy (1984), Mitglied der Real Academia de la Historia, Mitglied der Königlich Niederländischen Akademie der Wissenschaften, Mitglied der American Philosophical Society, Mitglied der American Academy of Arts and Sciences und Mitglied des Ordens von Alfonso X. Parker erhielt das Großkreuz des Ordens von Isabella der Katholischen. Ihm wurden Ehrendoktorwürden der Vrije Universiteit Brussel, der Katholischen Universität Brüssel (2005) und der Universität Burgos (2010) verliehen. 1999 wurde Parker mit dem Samuel Eliot Morison Prize und 2012 mit dem A.H.-Heineken-Preis für Geschichte ausgezeichnet.

## Schriften
Monographien
- Colin Martin: Armada: The Spanish Enterprise and England’s Deliverance in 1588. Yale University Press, New Haven 2022, ISBN 978-0-300-25986-5.
- Emperor. A new life of Charles V. Yale University Press, New Haven u. a. 2019, ISBN 978-0-300-19652-8.
  - in deutscher Sprache: Der Kaiser. Die vielen Gesichter Karls V. Aus dem Englischen von Thomas Bertram, Tobias Gabel, Michael Haupt. wbg Theiss, Darmstadt 2020, ISBN 978-3-8062-4008-5.
- Global Crisis. War, Climate Change and Catastrophe in the Seventeenth Century. Yale University Press, New Haven CT 2013, ISBN 978-0-300-15323-1.
- Success is Never Final. Empire, War and Faith in Early Modern Europe. Basic Books, New York NY 2002, ISBN 0-465-05477-3.
- The Grand Strategy of Philip II. Yale University Press, New Haven CT u. a. 2000, ISBN 0-300-07540-5.
- The Military Revolution. Military Innovation and the Rise of the West, 1500–1800 (The Lees Knowles lectures 1984, given at Trinity College, Cambridge). Cambridge University Press, Cambridge 1988, ISBN 0-521-32607-9.
  - in deutscher Sprache: Die militärische Revolution. Die Kriegskunst und der Aufstieg des Westens 1500–1800. Übersetzt aus dem Englischen von Ute Mihr. Campus-Verlag, Frankfurt am Main u. a. 1990, ISBN 3-593-34365-7.
- mit Colin Martin: The Spanish Armada. Hamish Hamilton, London u. a. 1988, ISBN 0-241-12125-6.
- Why the Armada failed. In: History Today. Bd. 8, Nr. 5, Mai 1988, ISSN 0018-2753, S. 26–33.
  - in deutscher Sprache: Der Dreißigjährige Krieg. Übersetzt aus dem Englischen von Udo Rennert. Campus-Verlag, Frankfurt am Main u. a. 1987, ISBN 3-593-33788-6.
- Europe in Crisis. 1598–1648. Fontana, London 1979, ISBN 0-00-686143-1.
- Spain and the Netherlands. 1559–1659. Ten Studies. Collins, London 1979, ISBN 0-00-216790-5.
- Philip II. Little, Brown, Boston u. a. 1978, ISBN 0-316-69080-5.
- The Dutch Revolt. Lane, London 1977, ISBN 0-7139-1032-1.
  - in deutscher Sprache: Der Aufstand der Niederlande. Von der Herrschaft der Spanier zur Gründung der Niederländischen Republik 1549–1609. Callwey, München 1979, ISBN 3-7667-0459-1.
- The „Military Revolution,“ 1560–1660 – a Myth? In: The Journal of Modern History. Bd. 48, Nr. 2, Juni 1976, ISSN 0022-2801, S. 195–214.
- The Army of Flanders and the Spanish Road 1567–1659. The Logistics of Spanish Victory and Defeat in the Low Countries’ Wars. Cambridge University Press, London u. a. 1972, ISBN 0-521-08462-8.
- Guide to the Archives of the Spanish Institutions in or concerned with the Nederlands (1556–1706) (= Archives et Bibliothèques de Belgique. Numéro Spécial. Bd. 3, ISSN 0003-9748). Archives et Bibliothèques de Belgique, Brüssel 1971.

Herausgeberschaften
- mit Lesley M. Smith: The General Crisis of the Seventeenth Century. Routledge & Kegan Paul, London u. a. 1997, ISBN 0-7100-8865-5.
- mit Robert Cowley: The Reader’s Companion to Military History. Houghton Mifflin, Boston MA 1996, ISBN 0-395-66969-3.
- The Cambridge Illustrated History of Warfare. Cambridge University Press, Cambridge 1995, ISBN 0-521-44073-4.
- The Times compact Atlas of World History. Times Books, London 1995, ISBN 0-7230-0565-6.
- mit Richard L. Kagan: Spain, Europe and the Atlantic World. Essays in Honour of John H. Elliott. Cambridge University Press, Cambridge u. a. 1995, ISBN 0-521-47045-5.
- The Thirty Years’ War. Routledge & Kegan Paul, London u. a. 1984, ISBN 0-7100-9788-3.